# Wedge Tomb von Cappaghkennedy

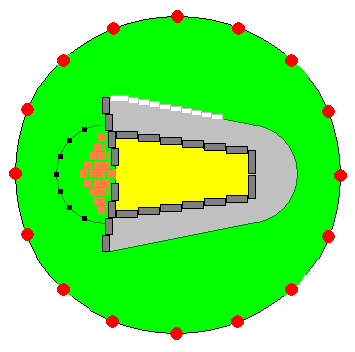
Prinzipskizze Wedge tomb am Beispiel von Island

Das Wedge Tomb von Cappaghkennedy (irisch Ceapa Uí Chinnéide) liegt nördlich des Burren-Nationalparks im gleichnamigen Townland im Burren im County Clare in Irland. Wedge Tombs (deutsch „Keilgräber“), früher auch „wedge-shaped gallery grave“ genannt, sind zwischen 4000 und 2500 v. Chr. in der Jungsteinzeit errichtete doppelwandige, ganglose, mehrheitlich ungegliederte Megalithbauten der späten Jungsteinzeit und der frühen Bronzezeit.
Das Wedge Tomb liegt in den Resten eines ovalen Cairns. Es besteht aus 5 (von einst mind. 8) erhaltenen Tragsteinen aus Kalkstein, die zwei Decksteine stützen, die ursprünglich wahrscheinlich eine einzige, heute stark abgewitterte Platte, bildeten. Die Kammer ist etwa 3,0 m lang und verjüngt sich von 1,8 m am westlichen auf 1,5 am östlichen Ende. Der Zugang zur Kammer ist durch eine quer gestellte Platte, die Teil der Vorkammer war, weitgehend blockiert. Steine, die zur Cairneinfassung gehören, sind insbesondere in der Nordhälfte erhalten.